# Schönberg (Grünwalder Forst)
Der Schönberg ist eine Geländeerhebung im Grünwalder Forst im Bayerischen Alpenvorland östlich von Straßlach.
Der bewaldete höchste Punkt befindet sich in Forstwegnähe.